# Spiranthes sunii
Spiranthes sunii là một loài thực vật có hoa trong họ Lan. Loài này được Boufford & Wen H.Zhang mô tả khoa học đầu tiên năm 2008.